# Salto del Cabrero

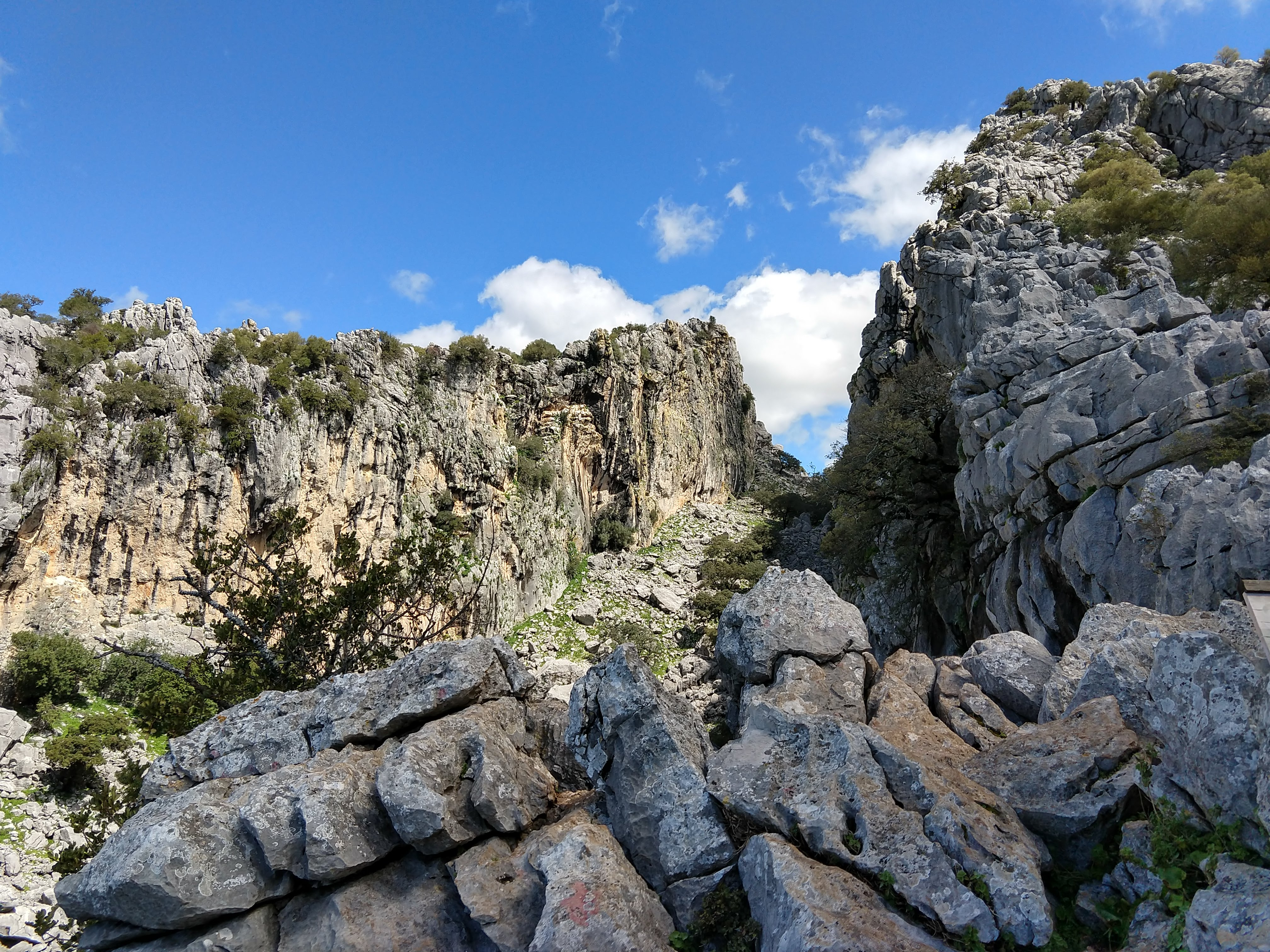
Imagen del Salto del Cabrero desde abajo, en abril de 2018.

El Salto del Cabrero es una formación rocosa singular localizada en el Parque natural de la Sierra de Grazalema, cercano a la localidad de Benaocaz.
Una falla separa dos cumbres de un mismo desfiladero, realizadas de manera natural en la rocas de composición caliza.

## Leyenda
Existe una leyenda o cuento que parece ser el origen del nombre del lugar. Un pastor de cabras, huyendo de un prestamista para atender a su hijo enfermo, cruzó la falla de un salto.[cita requerida]

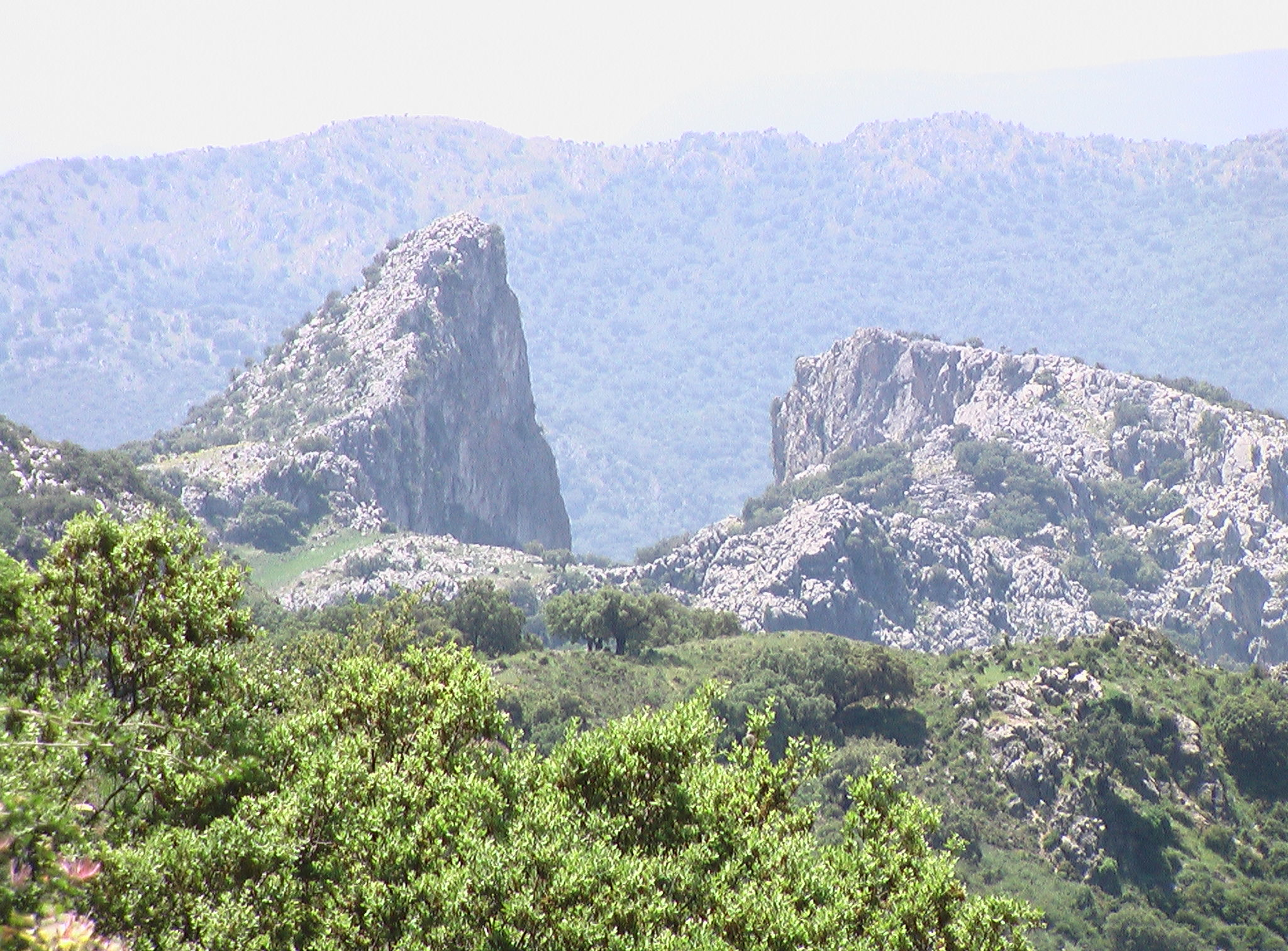
Vista exterior

## Rutas de senderismo
Esta zona de la Sierra de Grazalema es muy transitada por rutas de senderismo.
Existen dos accesos principales al Salto del Cabrero:
- Desde Benaocaz
- Desde el Puerto del Boyar, aunque está actualmente cerrado[3]

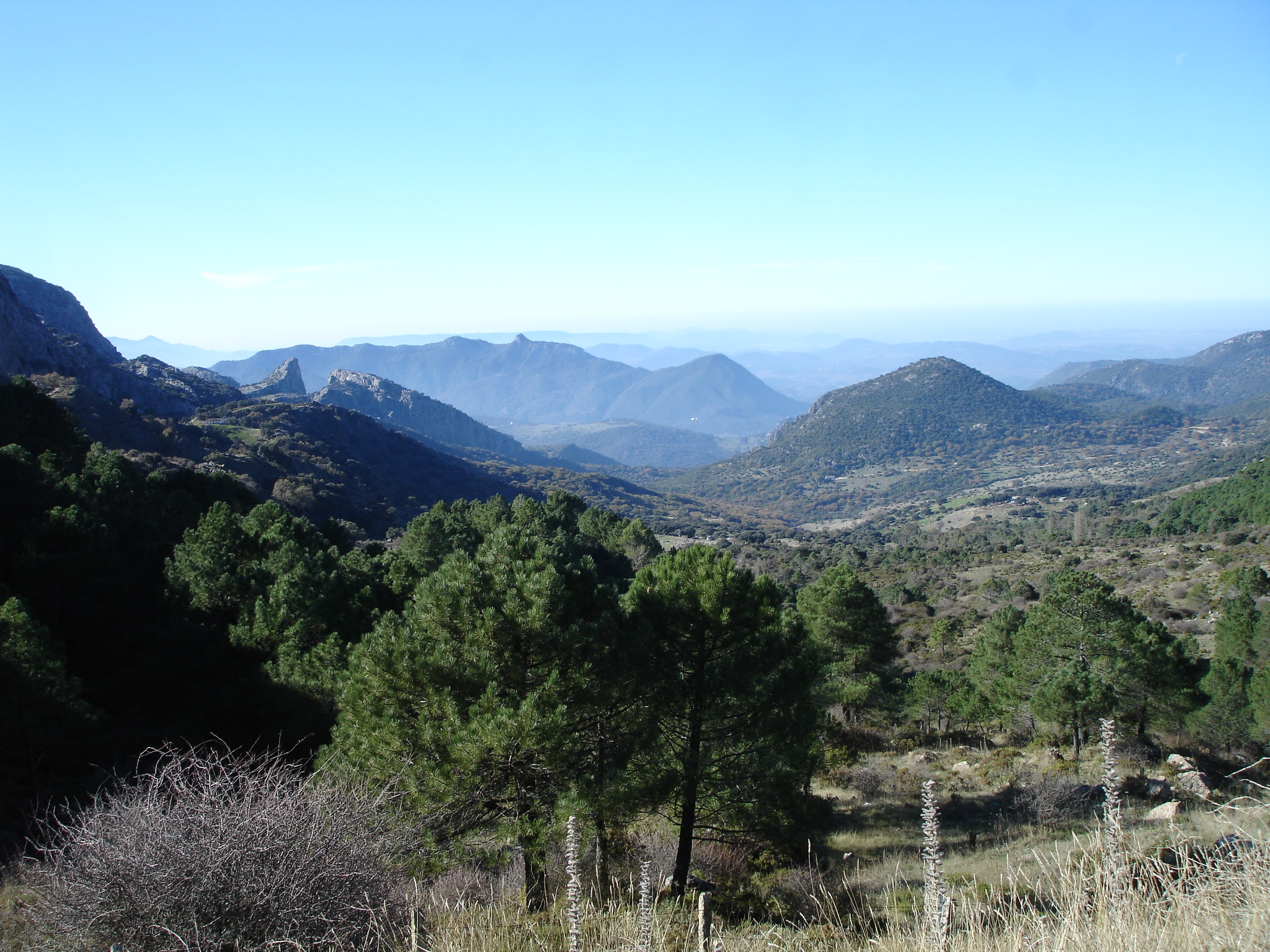
Vista del Salto desde el Puerto del Boyar